# 月への階段
月への階段（英: Staircase to the Moon）は、様々な条件が重なり見る事が出来る自然現象。オーストラリア北西部のブルームでよく確認される。日本でも千葉県銚子市犬吠埼の君ヶ浜しおさい公園で見ることができる。

## 概要
- 乾季、満月の光が干潮のタイドプールの模様に反射して、海面に水平線から顔を出した満月の一点へと向かう筋が見える自然現象[5]。詳しいことはわかっていない[1]。
- 名前の由来は反射した月光がまるで月へと続く階段のように見えるからである[1]。